# ایهورومبه (فارافانگانا)
ایهورومبه (به لاتین: Ihorombe) یک منطقهٔ مسکونی در ماداگاسکار است که در فرافنگانا واقع شده‌است. ایهورومبه ۱۳٬۰۰۰ نفر جمعیت دارد و ۶۷ متر بالاتر از سطح دریا واقع شده‌است.